# André Paisant
André Paisant est un homme politique français né le 11 août 1868 à  Senlis et mort le 7 avril 1926 à Montmorency.

## Biographie
Avocat à la Cour d'appel de Paris, il se présente aux élections législatives de 1914 sous les couleurs de la Fédération des gauches et bat le député sortant radical indépendant, Gustave Chopinet. Il rejoint alors les rangs du groupe parlementaire de l'Union républicaine radicale et radicale-socialiste, proche de l'Alliance démocratique.
Réélu en 1919, il adhère au groupe de la Gauche républicaine démocratique puis, en 1924, il s'éloigne de l'Alliance et rejoint les rangs des républicains-socialistes. Il est à l'origine de la célébration du soldat inconnu, dont il proposait, initialement, qu'il soit inhumé au Panthéon.

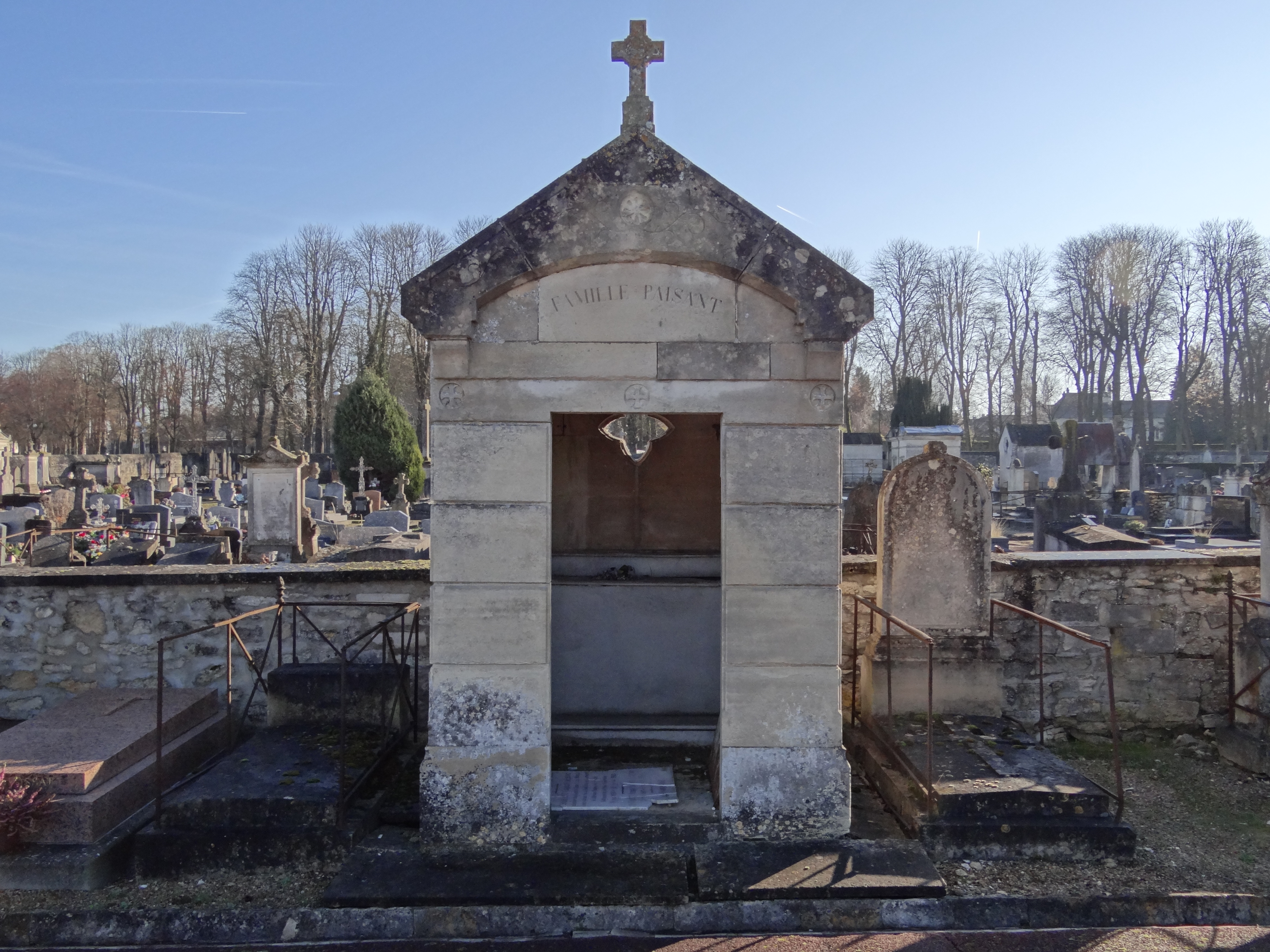
La chapelle de la famille Paisant au cimetière de Senlis (Oise).

A sa mort, il est inhumé dans la chapelle funéraire familiale au cimetière de Senlis dans l'Oise.

## Mandats politiques

### Fonctions électives locales

#### Conseil général
- entre 1919 et 1926 : conseiller général de l'Oise

### Fonctions parlementaires

#### À l'Assemblée nationale
- 26/04/1914 - 07/12/1919 : député de la 2e circonscription de Senlis
- 16/11/1919 - 31/05/1924 : député de la 2e circonscription de Senlis
- 11/05/1924 - 07/04/1926 : député de la 2e circonscription de Senlis

### Fonctions ministérielles
- 17/01/1921 - 12/01/1922 : Sous-secrétaire d'État aux Finances dans le gouvernement Aristide Briand VII

## Publications
- André Paisant, La Police au XVIIIe siècle, Paris, Barreau de Paris, 1894, 42 p. (BNF 31051179)
- André Paisant, Rapport fait au nom de la Commission chargée d'examiner Deux demandes en autorisation de poursuites contre deux membres de la Chambre MM. Caillaux et Loustalot, Paris, Impr. Martinet, 1917, 117 p. (BNF 36571519)